# アイム・ノット・ゼア
『アイム・ノット・ゼア』（I'm Not There）は、2007年のアメリカ映画。
歌手ボブ・ディランの半生を6人の俳優達（クリスチャン・ベール、ケイト・ブランシェット、マーカス・カール・フランクリン、リチャード・ギア、ヒース・レジャー、ベン・ウィショー）が演じる伝記映画。
第64回ヴェネツィア国際映画祭にて審査員特別賞と女優賞を受賞。

## キャスト
- クリスチャン・ベール：ジャック/ジョン牧師
- ケイト・ブランシェット：ジュード
- マーカス・カール・フランクリン：ウッディ
- リチャード・ギア：ビリー
- ヒース・レジャー：ロビー
- ベン・ウィショー：アーサー
- シャルロット・ゲンズブール：クレア
- ブルース・グリーンウッド：キーナン・ジョーンズ/ギャレット
- ジュリアン・ムーア：アリス・フェビアン
- ミシェル・ウィリアムズ：ココ・リヴィングトン
- デヴィッド・クロス：アレン・ギンズバーグ

## スタッフ
- 監督・原案・脚本：トッド・ヘインズ
- 製作：ジェームズ・D・スターン、ジョン・スロス、ジョン・ゴールドウィン、クリスティーン・ヴェイコン
- 製作総指揮：ヘンガメ・パナヒ、フィリップ・エルウェイ、アンドレアス・グロッシュ、ダグラス・E・ハンセン、ウェンディ・ジャフェット、スティーヴン・ソダーバーグ、エイミー・J・カウフマン、ジョン・ウェルズ
- 原案：トッド・ヘインズ
- 脚本：トッド・ヘインズ、オーレン・ムーヴァーマン
- 撮影：エドワード・ラックマン
- 音楽：ボブ・ディラン

## 制作の背景
撮影は2006年7月にカナダ・ケベック州モントリオールで行われた。

## 評価
レビュー・アグリゲーターのRotten Tomatoesでは162件のレビューで支持率は77%、平均点は7.10/10となった。Metacriticでは35件のレビューを基に加重平均値が73/100となった。

## 主な受賞
- 第64回ヴェネツィア国際映画祭：審査員特別賞
- 第64回ヴェネツィア国際映画祭：女優賞（ケイト・ブランシェット）
- 第65回ゴールデングローブ賞：助演女優賞（ケイト・ブランシェット）
- 全米映画批評家協会賞：助演女優賞（ケイト・ブランシェット）
- シカゴ映画批評家協会賞：助演女優賞（ケイト・ブランシェット）
- トロント映画批評家賞：助演女優賞（ケイト・ブランシェット）
- ラスベガス映画批評家協会賞：助演女優賞（ケイト・ブランシェット）
- 女性映画批評家協会賞：特別賞
- ニューヨーク・オンライン映画批評家協会賞：助演女優賞（ケイト・ブランシェット）
- サンタバーバラ国際映画祭：モダンマスター賞
- インディワイアー映画批評家協会賞：助演俳優賞
- インディペンデント・スピリット賞：ロバート・アルトマン賞
- セントルイス映画批評家協会賞：オリジナル/革新的/創造的映画賞
- カメリマージュ映画祭：ブロンズフロッグ賞